# Новостройка (Приморский край)
Новостро́йка — село в Пожарском районе Приморского края. Входит в состав Губеровского сельского поселения.

## География
Село Новостройка расположено на Транссибе, дорога к селу идёт на запад от села Знаменка, стоящего на автотрассе «Уссури».
Расстояние до административного центра посёлка Лучегорск (на север) около 42 км.
На севере к Новостройке примыкает Губерово — спутник села.
От Новостройки на юг вдоль железной дороги идёт дорога к селу Каменушка и к станции Чалданка (как населённый пункт относится к Дальнереченскому району).

## Население
| 2002 | 2005  | 2010  | 2021  |
| ---- | ----- | ----- | ----- |
| 1497 | ↘1454 | ↘1350 | ↘1056 |

## Улицы
| - ул. Аэродромная, - ул. Заводская, - ул. Петра Григоренко, | - ул. Саввы Булгакова, - ул. Садовая, - ул. Школьная. |

## Экономика
Сельскохозяйственные предприятия Пожарского района.